# Rukomet na Mediteranskim igrama 2005.
Rukometni turnir na MI 2005. održavao se od 26. lipnja do 5. srpnja u Almeríi u Španjolskoj. Španjolska je bez poraza osvojila turnir. U završnici je pobijedila Hrvatsku 28:21.
- skupina A: Hrvatska, Egipat
- skupina B: Španjolska, Grčka
- skupina C: SCG, Francuska, Turska
- skupina D: Tunis, Slovenija, Italija

## Sastavi
- Hrvatska: Damir Bičanić, Nikola Blažičko, Denis Buntić, Josip Čale, Ivan Čupić, Zlatko Horvat, Tomislav Huljina, Krešimir Ivanković, Marin Knez, Branimir Koloper, Mario Obad, Vladimir Ostarčević, Ivan Pongračić, Vjenceslav Somić, Ljubo Vukić, Drago Vuković.Izbornik: Lino Červar

## Konačni poredak
| Mj. | Država             |
| --- | ------------------ |
| 1.  | Španjolska         |
| 2.  | Hrvatska           |
| 3.  | Tunis              |
| 4.  | Srbija i Crna Gora |
| 5.  | Egipat             |
| 6.  | Slovenija          |
| 7.  | Francuska          |
| 8.  | Grčka              |
| 9.  | Italija            |
| 10. | Turska             |

| Pobjednici             |
| ---------------------- |
| Španjolska Prvi naslov |